# 1978年沖縄県知事選挙
1978年沖縄県知事選挙（1978ねんおきなわけんちじせんきょ）は、沖縄県の執行機関である沖縄県知事を選出するため、1978年（昭和53年）12月10日に投票が行われた選挙である。

## 概要
1976年の選挙で初当選した平良幸市が脳血栓で倒れ1978年11月に知事を辞任したために行われた知事選挙である。
選挙は元自由民主党衆院議員の西銘順治と革新陣営が擁立した知花英夫との保革一騎討ちとなった。選挙の結果、保守系の西銘順治が2万6147票差をつけて当選し、革新から県政を奪還した（復帰後初）。

## 選挙日程及び有権者数
- 告示：1978年（昭和53年）11月15日
- 投票日：1978年（昭和53年）12月10日
- 投票日当日の有権者数

男性：名
女性：名

## 候補者
立候補者は以下の2名である。
| 候補者名 | 年齢 | 所属党派 | 新旧 | 推薦・支持党派     | 職業     |
| -------- | ---- | -------- | ---- | ------------------ | -------- |
| 西銘順治 | 57   | 無所属   | 新人 | 自由民主党・民社党 | 無職     |
| 知花英夫 | 69   | 無所属   | 新人 |                    | 歯科医師 |

## 選挙結果
保守系の西銘が、革新系知花を2万6147票差で下して初当選し保守が県政を奪還した。投票率は前回選挙時を僅かに下回った。
※当日有権者数：,人 最終投票率：80.93%（前回比：-1.14pts）
| 候補者名 | 年齢 | 所属党派 | 新旧別 | 得票数    | 得票率 | 推薦・支持     |
| -------- | ---- | -------- | ------ | --------- | ------ | -------------- |
| 西銘順治 | 57   | 無所属   | 新     | 284,049票 | 52.41% | 自民・民社推薦 |
| 知花英夫 | 69   | 無所属   | 新     | 257,902票 | 47.59% |                |